# Москва. Кремль. Путин
«Москва. Кремль. Путин» — авторский тележурнал Владимира Соловьёва и Павла Зарубина, посвящённый последним событиям Кремля за неделю. Выходит на телеканале «Россия-1» со 2 сентября 2018 года. В передаче обозреваются актуальные события и повестки рабочих дней президента России Владимира Путина.

## Слоганы
- Мы увидим и покажем больше остальных (все анонсы).
- И даже с визита, к которому приковано самое большое внимание, мы увидим и покажем больше остальных (анонс выпуска за 30 мая 2021).
- И даже с петербургского форума, мы увидим и покажем больше остальных (анонс выпуска за 6 июня 2021).
- В любых условиях, мы увидим и покажем вам больше остальных (анонс выпуска за 5 сентября 2021).
- Мы увидим и подсмотрим больше остальных (анонс выпуска за 29 мая 2022).
- На Камчатке и во Владивостоке, мы увидели и покажем вам больше остальных (анонс выпуска за 11 сентября 2022).
- И в новом году, мы снова будем показывать вам больше остальных (анонс выпуска за 25 декабря 2022).
- Наша камера увидит больше остальных (анонс выпуска за 12 марта 2023).
- На этой неделе мы покажем вам намного больше остальных (анонс выпуска за 19 марта 2023).
- За лучшими кадрами бежим быстрее остальных (анонс выпуска за 19 января 2025).
- А на этой неделе мы проехали больше остальных (анонс выпуска за 2 февраля 2025).

## Описание
Передача является спин-оффом общественно-политического ток-шоу «Вечер с Владимиром Соловьёвым», восстановленного на телеканале «Россия-1» в 2012 году. Благодаря неформальному взгляду на политику, в частности, внимания к необычным деталям и наличию эксклюзивных кадров, проект «Москва. Кремль. Путин» быстро стал одним из самых рейтинговых на российском телевидении в первой половине телесезона 2018/2019 годов.
Основную часть хронометража передачи составляет авторский репортаж съёмочной группы ВГТРК, постоянным участником которой является корреспондент программы «Вести» Павел Зарубин. Владимир Соловьёв выступает в качестве второстепенного ведущего, предваряя обзор повестки и комментируя состоявшиеся события за прошедшую неделю работы главы государства.
Программа выходит в эфир из студии на «Мосфильме», в которой также проходят съёмки воскресного выпуска «Вечера». Иногда Владимир Соловьёв находится в студии один, а корреспондент Павел Зарубин выходит на связь с соведущим из отдельной комнаты.

## Специальные выпуски
- 28 июня 2020 года вышел специальный выпуск, посвящённый промежуточным итогам жизни и работы страны в условиях борьбы с коронавирусом. Интервью Павлу Зарубину стало первым, которое президент дал за время пандемии[2].